# Punkzilla
Punkzilla é uma coletânea com a participação de bandas de punk rock, lançada em 16 de outubro de 2001 pela gravadora Nitro Records.

## Faixas[2]
1. "Dream Of Waking" – AFI – 3:04
2. "Democracy?" – The Damned – 3:15
3. "Not The Same" – Bodyjar – 3:08
4. "Behind The Music" – The Vandals – 2:44
5. "Still" – Rufio – 3:06
6. "Jennifer Lost the War" – The Offspring – 2:37
7. "Wasted" – T.S.O.L. – 1:52
8. "You Know How It Is" – Stavesacre – 2:18
9. "Black Clouds vs. Silver Linings" – Ensign – 2:19
10. "Hit Machine" – Guttermouth – 2:01
11. "Wester" – AFI – 3:03
12. "Misunderstanding Maybe" – Divit – 3:11
13. "A Thousand Days" – The Offspring – 2:12
14. "Why Are You Alive?" – The Vandals – 2:35
15. "Lookin For Action" – The Damned – 4:06
16. "Sold" – T.S.O.L. – 2:01
17. "Birds & Bees" – Original Sinners – 2:13
18. "Michael" – Son of Sam – 3:16
19. "Hypnotized" – The Turbo A.C.'s – 2:35
20. "The Days of the Phoenix" – AFI – 3:29

### VersãoEnhanced CD[3]
1. "Days Of The Phoenix" (videoclipe) – AFI
2. "Not The Same" (videoclipe) – Bodyjar